# Szczelina nad Tomanową I
Szczelina nad Tomanową I – jaskinia w Dolinie Tomanowej w Tatrach Zachodnich. Wejście do niej znajduje się w zboczu Ciemniaka, pod granią Rzędów Tomanowych, na wysokości 2040 m n.p.m. Długość jaskini wynosi 14 metrów, a jej deniwelacja 6 metrów.

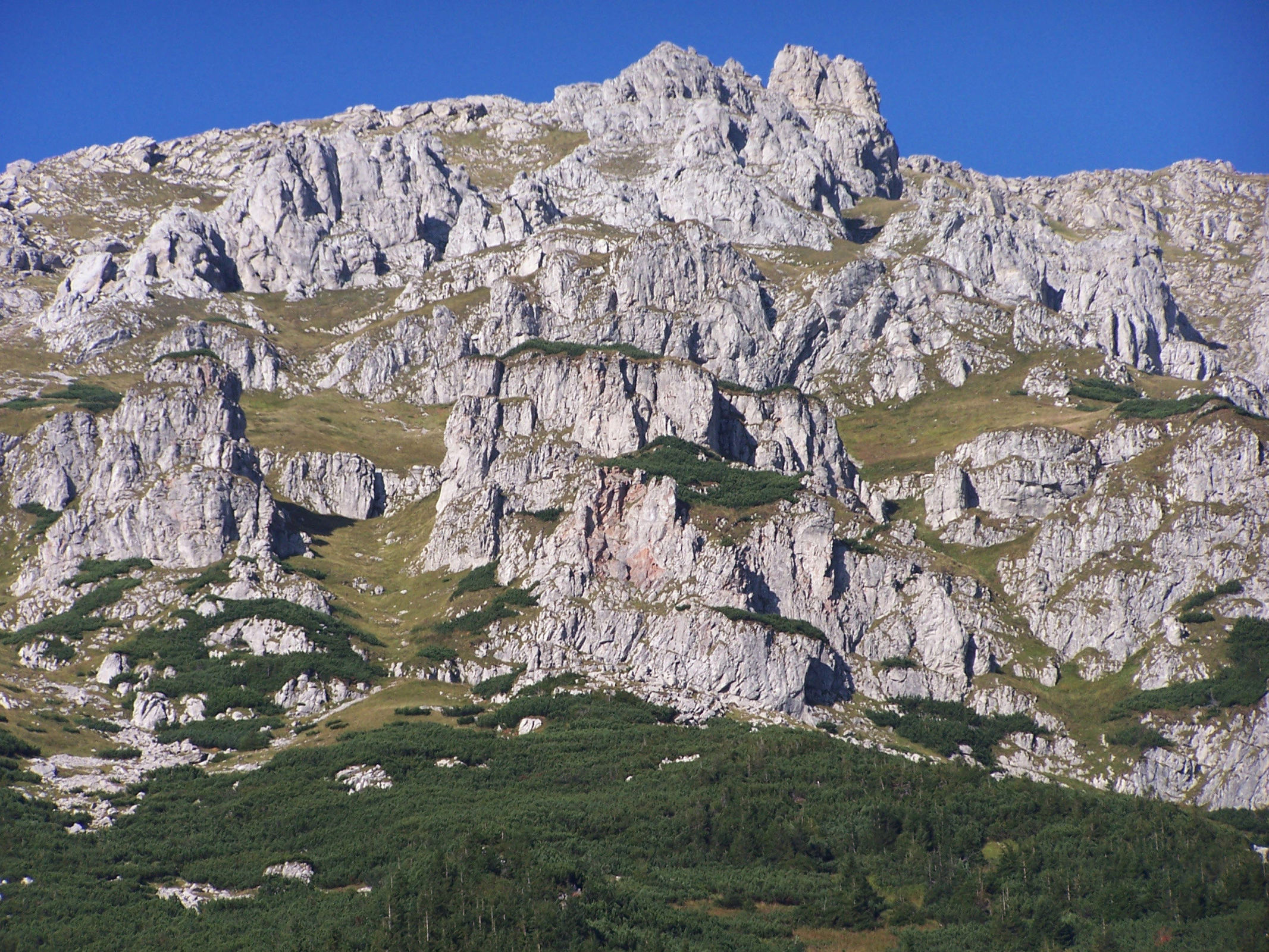
Rzędy Tomanowe

## Opis jaskini
Jaskinię stanowi 8-metrowa szczelina zakończona zawaliskiem, do której można dostać się z niewielkiego, prostokątnego otworu. W jej połowie znajduje się niewielka studzienka.

## Przyroda
W jaskini występuje mleko wapienne i nacieki grzybkowe. Ściany są suche, nie ma na nich roślinności.

## Historia odkryć
Jaskinię odkryli, a także sporządzili jej plan i opis, Joanna i Jakub Nowakowie w październiku 2008 roku.